# Тяговый электродвигатель

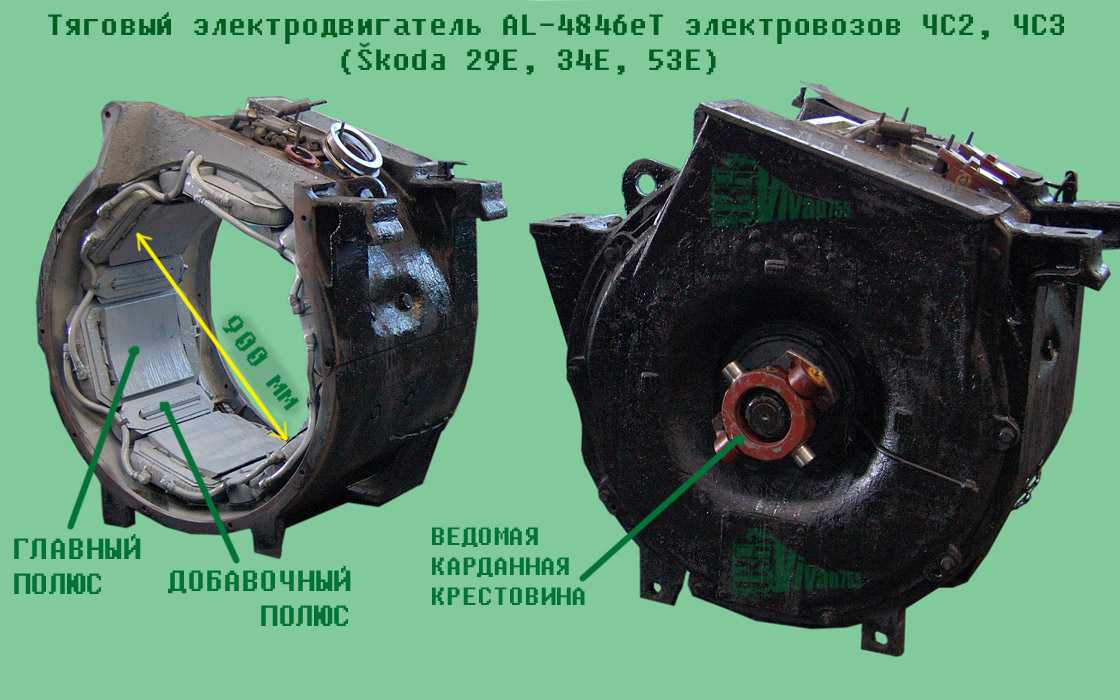
Коллекторный ТЭД электровозов ЧС2, ЧС3

Тяговый электродвигатель (ТЭД) — электрический двигатель, предназначенный для приведения в движение транспортных средств (электровозов, электропоездов и другого моторвагонного подвижного состава, тепловозов, трамваев, троллейбусов, автобусов, электромобилей, электроходов, дирижаблей, легковых и большегрузных автомобилей с электроприводом, танков и машин на гусеничном ходу с электропередачей (например, дизель-электрические бульдозеры), подъёмно-транспортных машин, самоходных кранов и т. п.).

## Конструктивная специфика ТЭД
Основное отличие ТЭД от стационарных электродвигателей большой мощности заключается в условиях монтажа двигателей и ограниченном месте для их размещения. Это привело к специфичности их конструкций (ограниченные диаметры и длина, многогранные станины, специальные устройства для крепления и т. п.). Тяговые двигатели городского и железнодорожного транспорта, а также двигатели мотор-колёс автомобилей эксплуатируются в сложных погодных условиях, во влажном и пыльном воздухе. Также в отличие от электродвигателей общего назначения ТЭД работают в самых разнообразных режимах (кратковременных, повторно-кратковременных с частыми пусками), сопровождающихся широким изменением частоты вращения ротора и нагрузки по току (при трогании с места может в 2 раза превышать номинальный). При эксплуатации тяговых двигателей имеют место частые механические, тепловые и электрические перегрузки, тряска и толчки. Поэтому при разработке их конструкции предусматривают повышенную электрическую и механическую прочность деталей и узлов, теплостойкую и влагостойкую изоляцию токоведущих частей и обмоток, устойчивую коммутацию двигателей.
Кроме того ТЭД шахтных электровозов должны удовлетворять требованиям, относящимся к взрывозащищённому электрооборудованию.
Тяговые двигатели должны иметь характеристики, обеспечивающие высокие тяговые и энергетические свойства (особенно КПД) подвижного состава.
Развитие полупроводниковой техники открыло возможности перехода от двигателей с электромеханической коммутацией к бесколлекторным машинам с коммутацией при помощи полупроводниковых преобразователей.
Из-за тяжёлых условий работы и жёстких габаритных ограничений тяговые двигатели относят к машинам предельного использования.

## Классификация
В России вращающиеся тяговые электродвигатели регулируются ГОСТ 2582—2013 (кроме аккумуляторных погрузочно-разгрузочных машин, электротягачей, электротележек и теплоэлектрических автотранспортных систем).
Тяговые электродвигатели классифицируют по:
- роду тока:[2]
  - постоянного (в том числе выпрямленного многофазного пульсирующего до 10 %),
  - пульсирующего (в том числе выпрямленного однофазного пульсирующего более 10 %),
  - переменного;
- типу:
  - ДПТ (с последовательным возбуждением[4], с независимым возбуждением[5]),
  - синхронные,
  - асинхронные;
- типу подвешивания ТЭД:
  - опорно-осевое,
  - опорно-рамное;
- способу питания электроэнергией:[2]
  - от контактной сети,
  - от бортового источника питания (аккумулятор, дизель-генератор, топливный элемент и др.);
- конструкции:
  - коллекторные и бесколлекторные (бесконтактные, вентильные),
  - вращающиеся (цилиндрические и торцевые) и линейные (цилиндрические и плоские);
- режиму работы:[2]
  - работающие в продолжительном режиме,
  - работающие в кратковременном режиме (рабочий период 15-90 минут),
  - работающие в повторно-кратковременном режиме (продолжительность включения 15-60 %);
- степени защиты (в соответствии с ГОСТ 14254);[2]
- климатическому исполнению (в соответствии с ГОСТ 15150 и ГОСТ 15543);[2]
- способу охлаждения:[2]
  - с независимой вентиляцией,
  - с самовентиляцией,
  - обдуваемые,
  - с естественным охлаждением.

## Эксплуатационные свойства
Эксплуатационные свойства тяговых двигателей могут быть универсальными, то есть присущими всем видам ЭПС, и частными, то есть присущими ЭПС определённых видов. Некоторые эксплуатационные свойства могут быть взаимопротиворечивыми.
Пример частных свойств: высокая перегрузочная способность двигателей, необходимая для получения высоких пусковых ускорений пригородных электропоездов и поездов метрополитена; возможность продолжительной реализации наибольшей возможной силы тяги для грузовых электровозов; низкая регулируемость ТЭД пригородных поездов и поездов метрополитена в сравнении с ТЭД электровозов.

## Устройство ТЭД

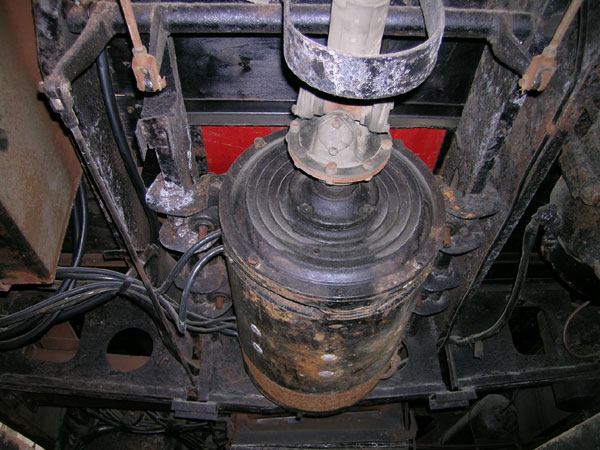
Тяговый электродвигатель ДК-207А троллейбуса ЗиУ-5

Тяговый электродвигатель, по сути, представляет собой электродвигатель с передачей вращающего момента на движитель транспортного средства (колесо, гусеницу или гребной винт), чаще всего через редуктор, так например у электровозов, тепловозов с электрической передачей и МВПС цилиндрические зубчатые редукторы (закрытые в литые корпуса), ТЭД и колесная пара являются единым узлом, которая для обслуживания снимается с локомотива или моторного вагона МВПС как единое целое, и дальше подвергается разборке для обслуживания.
В конце XIX века было создано несколько моделей безредукторных ТЭД, когда якорь насаживается непосредственно на ось колёсной пары. Однако даже полное подрессоривание двигателя относительно оси не избавляло конструкцию от недостатков, приводящих к невозможности развить приемлемую мощность двигателя. Проблема была решена установкой понижающего редуктора, что дало возможность значительно увеличить мощность и развить достаточную для массового применения ТЭД на транспортных средствах силу тяги.
Помимо основного режима тяговые электродвигатели могут работать в режиме генератора (при электрическом торможении, рекуперации).
Существенным моментом использования ТЭД является необходимость обеспечения плавного пуска-торможения двигателя для управления скоростью транспортного средства. Вначале регулирование силы тока осуществлялось за счёт подключения дополнительных резисторов и изменения схемы коммутации силовых цепей (при наличии нескольких ТЭД — переключения их по мере разгона с последовательного соединения на последовательно-параллельное, и далее на параллельное). С целью уйти от бесполезной нагрузки и повысить КПД стали применять импульсный ток, регулировка которого не требовала резисторов. В дальнейшем стали использоваться электронные схемы, обслуживаемые микропроцессорами. Для управления данными схемами (вне зависимости от их устройства) применяются контроллеры, управляемые человеком, определяющим требуемую скорость транспортного средства.
Материалы, применяемые в электрических машинах, при нормальных и аварийных режимах работы должны соответствовать ГОСТ 12.1.044.
Значение сопротивления изоляции обмоток устанавливают в соответствующей нормативно-технической документации или в рабочих чертежах. Для городского электротранспорта после испытаний на влагостойкость сопротивление должно быть не менее 0,5 МОм.
Вибрация, создаваемая ТЭД, должна устанавливаться по ГОСТ 20815 в соответствующей нормативно-технической документации.

### Характеристики

Тяговый электродвигатель НБ-418К: 1 — остов; 2 — добавочный полюс; 3 — сердечник якоря; 4 — коробка якоря; 5, 11 — лобовые части якоря; 6 — коллектор; 7, 9 — подшипниковые щиты; 8 — вал; 10 — подшипник; 12 — компенсационная обмотка

Как правило, определяются следующие характеристики ТЭД:
- Электромеханические (типовые)
  - зависимости от тока якоря
    - частоты вращения
    - вращающего момента
    - КПД
- Электротяговые
  - зависимости от тока якоря
    - окружной скорости движущих колёс ПС
    - силы тяги
    - КПД на ободе движущих колёс ПС
- Тяговые
- Тепловые (зависимость температур отдельных частей ТЭД от времени при различной силе тока);
- Аэродинамические (характеризуют обдув двигателя).

### Остов
В ТЭД постоянного и пульсирующего тока остов выполняет функции массивного стального магнитопровода (статора) и корпуса — основной несущей и защитной части машины.
Остовы четырёхполюсных двигателей чаще выполняются гранёными. Это обеспечивает использование габаритного пространства до 91-94 %. Обработка такого остова сложна, а масса превышает массу цилиндрического остова. Технология изготовления цилиндрических остовов проще, а точность изготовления более высока. Однако использование габаритного пространства при цилиндрической форме остова не превышает 80-83 %. На остове крепят главные и добавочные полюса, подшипниковые щиты, моторно-осевые подшипники (при опорно-осевом подвешивании двигателя). Для двигателей большой мощности всё чаще применяют остовы цилиндрической формы.
Для двигателей подвижного состава железных дорог существуют ограничения по размерам. Так длина двигателя по наружным поверхностям подшипниковых щитов при ширине колеи 1520 мм равна 1020—1085 мм в случае двусторонней передачи и 1135—1185 мм в случае односторонней.
Различают четырёхполюсные двигатели с вертикально-горизонтальным и диагональным расположением главных полюсов. В первом случае обеспечивается наиболее полное использование пространства (до 91—94 %), но масса остова больше, во втором это пространство используется несколько хуже (до 83—87 %), но заметно меньше масса. Остовы цилиндрической формы при низком использовании габаритного пространства (до 79 %), но при равных условиях имеют минимальную массу. Цилиндрическая форма остова и диагональное расположение полюсов обеспечивают почти одинаковую высоту главных и добавочных полюсов.
У бесколлекторных ТЭД сердечник статора полностью шихтован — набран и спрессован из изолированных листов электротехнической стали. Его скрепляют специальными стяжками-шпонками, закладываемыми в наружные пазы в нагретом состоянии. Функции несущей конструкции выполняет литой или сварной корпус, в котором закреплён комплект статора.
Остовы ТЭД обычно изготавливают литыми из низкоуглеродистой стали 25Л. Только для двигателей подвижного состава электротранспорта с использованием реостатного торможения как рабочего применяют сталь с большим содержанием углерода, обладающего большей коэрцитивной силой. На двигателях НБ-507 (электровоз ВЛ84) применены сварные остовы. Материал остова должен обладать высокими магнитными свойствами, зависящими от качества стали и отжига, иметь хорошую внутреннюю структуру после литья: без раковин, трещин, окалины и других дефектов. Предъявляют также высокие требования к качеству формовки при отливке остова.
За пределами магнитного ярма конфигурация остова может сильно отличаться от конфигурации магнитного ярма из-за устройств подвешивания, вентиляции и др. По соображениям технологии толщина стенок отливки остова должна быть не менее 15-18 мм.
От типа привода зависят устройства на остовах для подвешивания двигателя к раме тележки. Предусматриваются также предохранительные кронштейны для предотвращения выхода двигателя за пределы габарита и падения на путь при разрушении подвески. Для подъёма и переноски остова или собранного тягового двигателя в верхней части остова предусмотрены проушины.
В торцовых стенках остова имеются отверстия со стороны, противоположной коллектору,— для выхода охлаждающего воздуха, со стороны коллектора — для крепления щёткодержателей. Охлаждающий воздух в остов подаётся через специальные отверстия чаще всего со стороны коллектора, а иногда с противоположной стороны.
Для осмотра щёток и коллектора в остове со стороны коллектора предусматривают два коллекторных люка, закрываемых крышками. Крышки люков у большинства тяговых двигателей выгнуты по дуге, что позволяет увеличить объём надколлекторного пространства. Крышки штампуют из стали Ст2 или отливают из лёгких сплавов. Крышки верхних коллекторных люков имеют уплотняющие войлочные прокладки, предотвращающие попадание в двигатель влаги, пыли и снега, и укреплены на остове специальными пружинными замками, а крышки нижних люков — специальными болтами с цилиндрическими пружинами.
Для исключения попадания влаги в двигатель (особенно в ТЭД с самовентиляцией) тщательно уплотняют крышки коллекторных люков, выводы проводов и т. п.. Головки полюсных болтов, где это предусмотрено, заливают кабельной массой.

### Якорь
Роторы и якоря ТЭД должны быть динамически отбалансированы без шпонок на валу. Допускаемые дисбалансы и значения остаточных дисбалансов роторов двигателей массой свыше 1000 кг должны устанавливаться в соответствующей нормативно-технической документации.

### Коллектор
Коллектор ТЭД — одна из его наиболее загруженных частей. В ТЭД с карданными валами диаметры коллекторов достигают 800—900 мм при числе коллекторных пластин K=550…600, окружных скоростях 60-65 м/с и коммутационных частотах до
{\displaystyle f_{k.max}=(12\div 18)\times 10^{3}}
пластин в 1 секунду.
Для достижения высокого качества токосъёма необходимы большая точность изготовления коллекторов, обеспечение стабильности технических свойств в эксплуатации, высокая надёжность и износостойкость. Также требуется тщательный уход за ними и своевременное их техническое обслуживание.
Как механическая система, коллекторы тяговых двигателей относятся к конструкциям с арочным креплением пластин. Коллекторные пластины совместно с изоляционными прокладками стянуты через изоляционные манжеты конусами коробки и нажимной шайбы по поверхностям.
Силы арочного распора должны исключить или ограничить деформации отдельных коллекторных пластин под действием центробежных сил и сил, вызванных неравномерностями тепловых процессов.
Коллектор — нормально изнашивающаяся часть машины, и поэтому высоту пластин устанавливают с учётом возможности износа по радиусу на 12-15 мм. Высоту консольной части обычно устанавливают с учётом износа на 12-15 мм.
Результирующие напряжения изгиба в коллекторных пластинах при любых нормированных условиях не должны превышать
{\displaystyle \sigma _{\text{из}}\leqq 120\div 140} МПа, в стяжных болтах напряжения растяжения
{\displaystyle \sigma _{\text{p}}\leqq 250\div 270} МПа, давления на изоляционные конусы
{\displaystyle p_{\text{и}}\leqq 60\div 65} МПа.
Предельное исполнение ТЭД вынуждает предъявлять к материалам в коллекторах повышенные требования:
- Холоднокатная электротехническая медь — твёрдость 75-85 HB, предел прочности 280 МПа, предел текучести 250 МПа на растяжение и 320 МПа на изгиб.
- Медь с присадками кадмия и серебра — твёрдость до 95-100 HB, предел прочности более 350 МПа.

Изоляцию между пластинами изготавливают из коллекторного миканита КФ1 с малым содержанием клеящих веществ с усадкой при давлении более 60 МПа до 7 %. Отклонения по толщине прокладок между пластинами не должны превышать 0,05 мм, иначе нарушатся основные размеры двигателя.
Миканитовые конусы (манжеты) и цилиндры коллекторов изготовляют из формовочного миканита ФФ24 или ФМ2А, слюдинита или слюдопласта электрической прочностью до 30 кВ/мм.

### Подшипниковые щиты
Деформация подшипниковых щитов ТЭД не должна вызывать недопускаемого уменьшения зазоров в якорных и моторно-осевых подшипниках и нарушений их нормальной работы.

## Линейные тяговые двигатели
При высоких скоростях движения сильно снижается коэффициент сцепления колёс с рельсами, а следовательно реализовать необходимую силу тяги через контакт колесо-рельс становится затруднительным. Для решения этой проблемы для высокоскоростного наземного транспорта применяют линейные тяговые двигатели.

## Частота вращения
Для расчёта прочности элементов двигателя установлена испытательная частота вращения
- для двигателей, включённых постоянно параллельно — nисп = 1,25·nmax
- для двигателей, включённых постоянно последовательно — nисп = 1,35·nmax

Соотношение скоростей
{\displaystyle K_{v}=n_{max}/n_{\text{ном}}=v_{max}/v_{\text{ном}}}
где nmax и nном — частоты вращения максимальная и номинальная соответственно;
vmax и vном — соответственно конструкционная и эксплуатационная скорости подвижного состава.
Соотношение скоростей для электровозов составляет {\displaystyle K_{v}=1{,}8\div 2{,}0}, для тепловозов — {\displaystyle K_{v}=2{,}1\div 2{,}6}

## Подвешивание тяговых электродвигателей и тяговая передача
В железнодорожном транспорте движущая колёсная пара, тяговый двигатель и тяговая передача составляют комплекс тягового привода — колесно-моторный блок. Главный параметр в одноступенчатой тяговой передаче — централь — межцентровое расстояние зубчатой передачи, связывающее основные размеры передачи и двигателя. Конструкции тяговых передач весьма разнообразны.
На локомотивах и электропоездах существуют два типа подвешивания ТЭД и их подтипы:
- опорно-осевое (Кц=1,03-1,22);
- опорно-рамное:
  - рамное с карданным валом (карданной передачей) (Кц=1,10-1,25),
  - рамное с промежуточной осью (Кц=0,75-0,90),
  - рамное с шарнирной муфтой,
  - рамное с карданной муфтой (Кц=1,04-1,07).

Опорно-осевое подвешивание используется в основном на грузовых электровозах.
Двигатель с одной стороны опирается на ось колёсной пары через моторно-осевые подшипники, а с другой эластично и упруго подвешен к раме тележки. У асинхронных тяговых двигателей (АТД) ось колёсной пары может проходить внутри ротора. Тяговый двигатель не подрессорен, а следовательно оказывает повышенное динамическое воздействие на путь.
Чаще применяют при скоростях до 100—110 км/ч.
Достаточно просто обеспечивает неизменную параллельность и постоянство централи между осью колёсной пары и валом двигателя при любых перемещениях колёсной пары относительно тележки.
Опорно-рамное подвешивание используется в основном на пассажирских электровозах и электропоездах.
Такое подвешивание является более совершенным, так как двигатель полностью подрессорен и не оказывает значительного динамического воздействия на путь, но более сложен конструктивно.
Двигатель опирается только на раму тележки локомотива и защищён от вибраций рессорным подвешиванием тележки.
Чаще применяют при скоростях больше 100—110 км/ч, но также и при меньших скоростях.
Подвешивание тягового двигателя влияет на коэффициент централи — соотношение между диаметром якоря Dя и централью Ц
Kц = Dя/Ц
По условиям безопасности движения поездов необходимо, чтобы при неисправностях устройств подвешивания тяговый двигатель не упал на путь. Для этого в конструкции двигателей предусмотрены предохранительные кронштейны.
Всё чаще применяется рамное подвешивание. Это позволяет снизить толщину изоляции катушек на 20-30 % и упростить конструкцию двигателя, также заметно снижается износ и повреждаемость деталей двигателя, что позволяет повысить межремонтные пробеги в 2-3 раза. Но при этом утяжеляются условия работы и конструкция передачи. Ещё одной причиной перехода с опорно-осевого подвешивания двигателей к рамному может служить большая протяжённость использования ЭПС, так как мощность тяговых двигателей определяется взаимодействием локомотива с верхним строением пути и долей подрессоренных масс в составе.

## Режимы работы
Для ЭПС (электроподвижного состава) регламентированы два режима работы двигателей, для которых существуют номинальные параметры: мощность, напряжение, сила тока, частота вращения, вращающий момент и др. Эти параметры указываются на паспортной табличке двигателя, в его техническом паспорте и др. документах.
- Продолжительный режим — нагрузка наибольшим током якоря в течение неограниченного времени (более 4-6 часов после пуска) при номинальном напряжении на зажимах с вентиляцией не вызывающей превышения предельно допустимых температур.
- Часовой режим (кратковременный) — нагрузка наибольшим током якоря при пуске из практически холодного состояния в течение 1 часа при номинальном напряжении с возбуждением и вентиляцией, не вызывающая превышения предельно допустимых температур.

В результате квалификационных испытаний устанавливают параметры тяговых двигателей для каждого из режимов:
- в продолжительном режиме — мощность {\displaystyle P_{\infty }}, ток {\displaystyle I_{\infty }}, частота вращения {\displaystyle n_{\infty }}, КПД {\displaystyle \eta _{\infty }};
- в часовом режиме — мощность {\displaystyle P_{\text{ч}}}, ток {\displaystyle I_{\text{ч}}}, частота вращения {\displaystyle n_{\text{ч}}}, КПД {\displaystyle \eta _{\text{ч}}}.

Для электровозов расчётным является продолжительный режим, а для электропоездов — часовой. Однако номинальными режимами для электровозов и электропоездов являются продолжительный и часовой, а для тепловозов — продолжительный и иногда часовой. Для всех остальных — кратковременный или повторно-кратковременный.
Номинальные ток, напряжение, частоту вращения и др. характеристики при необходимости корректируют после определения типовых характеристик.

## Вентиляция ТЭД

### Вентиляция
На электровозах применяется интенсивная независимая вентиляция. Для нагнетания воздуха используется специальный мотор-вентилятор, установленный в кузове локомотива. Предельные допускаемые превышения температур для данного типа вентиляции не должны превышать указанных в таблице.
| Класс нагревостойкости изоляции | Режим работы                                                        | Части электрической машины  | Метод измерения температуры | Предельное допускаемое превышение температуры, °C, не более |
| ------------------------------- | ------------------------------------------------------------------- | --------------------------- | --------------------------- | ----------------------------------------------------------- |
| A                               | Продолжительный и повторно-кратковременный                          | Обмотки якоря и возбуждения | Метод сопротивления         | 85                                                          |
| A                               | Продолжительный и повторно-кратковременный                          | Коллектор                   | Метод термометра            | 95                                                          |
| A                               | Часовой, кратковременный                                            | Обмотки якоря и возбуждения | Метод сопротивления         | 100                                                         |
| A                               | Часовой, кратковременный                                            | Коллектор                   | Метод термометра            | 95                                                          |
| E                               | Продолжительный, повторно-кратковременный, часовой, кратковременный | Обмотки якоря               | Метод сопротивления         | 105                                                         |
| E                               | Продолжительный, повторно-кратковременный, часовой, кратковременный | Обмотки возбуждения         | Метод сопротивления         | 115                                                         |
| E                               | Продолжительный, повторно-кратковременный, часовой, кратковременный | Коллектор                   | Метод термометра            | 95                                                          |
| B                               | Продолжительный, повторно-кратковременный, часовой, кратковременный | Обмотки якоря               | Метод сопротивления         | 120                                                         |
| B                               | Продолжительный, повторно-кратковременный, часовой, кратковременный | Обмотки возбуждения         | Метод сопротивления         | 130                                                         |
| B                               | Продолжительный, повторно-кратковременный, часовой, кратковременный | Коллектор                   | Метод термометра            | 95                                                          |
| F                               | Продолжительный, повторно-кратковременный, часовой, кратковременный | Обмотки якоря               | Метод сопротивления         | 140                                                         |
| F                               | Продолжительный, повторно-кратковременный, часовой, кратковременный | Обмотки возбуждения         | Метод сопротивления         | 155                                                         |
| F                               | Продолжительный, повторно-кратковременный, часовой, кратковременный | Коллектор                   | Метод термометра            | 95                                                          |
| H                               | Продолжительный, повторно-кратковременный, часовой, кратковременный | Обмотки якоря               | Метод сопротивления         | 160                                                         |
| H                               | Продолжительный, повторно-кратковременный, часовой, кратковременный | Обмотки возбуждения         | Метод сопротивления         | 180                                                         |
| H                               | Продолжительный, повторно-кратковременный, часовой, кратковременный | Коллектор                   | Метод термометра            | 105                                                         |

На электропоездах из-за отсутствия места в кузове применяют систему самовентиляции ТЭД. Охлаждение в таком случае осуществляется вентилятором установленном на якоре тягового двигателя.
Соотношение между токами или мощностями номинальных режимов одного и того же двигателя зависит от интенсивности его охлаждения и называется коэффициентом вентиляции
{\displaystyle K_{\text{вент}}=I_{\infty }/I_{\text{ч}}=P_{\infty }/P_{\text{ч}}}
{\displaystyle 0<K_{\text{вент}}<1}, причём чем ближе к 1, тем интенсивнее вентиляция.
Предельная допускаемая температура подшипников электрических машин должна соответствовать ГОСТ 183.

### Очистка воздуха
Для вентиляционных систем электроподвижного состава обеспечение чистоты охлаждающего воздуха имеет важное значение. Воздух, поступающий в вентиляционную систему двигателей, содержит пыль, а также металлические частицы, образующиеся при истирании тормозных колодок. Зимой также может захватываться 20—25 г/m³ снега. Полностью избавиться от этих загрязнений невозможно. Сильное загрязнение проводящими частицами приводит к повышенному износу щёток и коллектора (из-за повышенного нажатия щёток). Ухудшается состояние изоляции и условия её охлаждения.
Для электровозов наиболее приемлемы жалюзийные инерционные воздухоочистители с фронтальным подводом воздушного потока к плоскости решётки, с горизонтальным (малоэффективна, устанавливалась на ВЛ22м, ВЛ8, ВЛ60к) или вертикальным расположением рабочих элементов. Наибольшей эффективностью по задержанию капельной влаги обладает вертикальная лабиринтная решётка с гидравлическим затвором. Общим недостатком жалюзийных воздухоочистителей является низкая эффективность очистки воздуха.
В последнее время получают распространение воздухоочистители, обеспечивающие аэродинамическую (ротационную) очистку охлаждающего воздуха (устанавливались на ВЛ80р, ВЛ85).

## КПД
Коэффициент полезного действия для тяговых двигателей пульсирующего тока определяется отдельно на постоянном токе {\displaystyle \eta } и на пульсирующем {\displaystyle \eta _{\simeq }}.
{\displaystyle \eta =P/P_{1}=(IU_{k}-\sum \Delta P)/(IU_{k})=1-\sum \Delta P/(IU_{k})}
где {\displaystyle P} — номинальная (на валу) мощность двигателя,

{\displaystyle P_{1}} — подведённая мощность двигателя,

{\displaystyle \sum \Delta P=\Delta P_{\text{д}}=\Delta P_{\text{э}}+\Delta P_{\text{маг}}+\Delta P_{\text{мех}}+\Delta P_{\text{доб}}} — суммарные потери в двигателе,

{\displaystyle U_{k}} — напряжение на зажимах двигателя,

{\displaystyle I} — номинальный ток.
{\displaystyle \eta _{\simeq }=\eta P_{1}/(P_{1}+\Delta P_{\sim })}
где {\displaystyle \Delta P_{\sim }} — пульсационные потери.
Для ТЭД постоянного тока достаточно только КПД на постоянном токе.

## Типовые характеристики
В качестве типовых характеристик принимают:
- усреднённые характеристики, которые изготовитель должен представить после испытания первых 10 машин установочной серии,
- типовые характеристики электрических машин, одна или несколько серий которых были ранее изготовлены.

Для получения типовой характеристики КПД и типовых характеристик тяговых двигателей городского транспорта должны быть испытаны первые 4 машины первой партии.

## Конструктивная и эксплуатационная перегрузка
Предельные значения тока и мощности определяются коэффициентом конструктивной перегрузки
{\displaystyle K_{per}=I_{max}/I_{nom}=P_{max}/P_{nom}}; {\displaystyle K_{per}\geqslant 2}
где Imax и Pmax — максимальные ток и напряжение соответственно;
Inom и Pnom — номинальные ток и напряжение соответственно.
Для условий эксплуатации принимают коэффициент эксплуатационной перегрузки
{\displaystyle K_{pe}=I_{eb}/I_{nom}=P_{eb}/P_{nom}}
где Ieb и Peb — соответственно наибольшие расчётные токи и мощность в условиях эксплуатации.
Разницу между значениями Кper и Кpe выбирают такой, чтобы при предельных ожидаемых возмущениях значения тока и мощности не превышали соответственно Imax и Pmax.

## Сферы применения

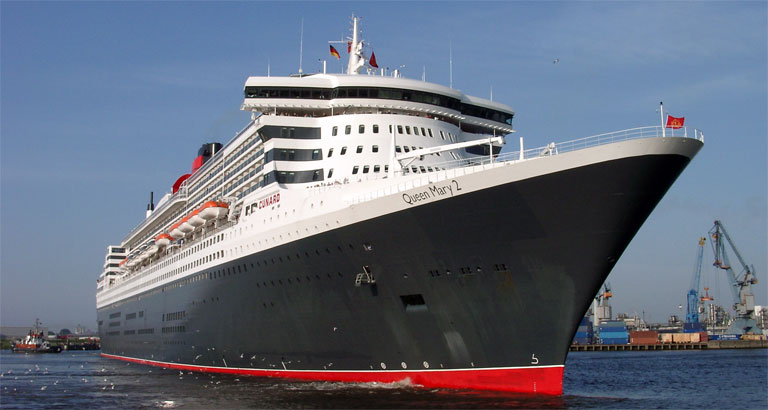
Queen Mary 2 — теплоход с электропередачей

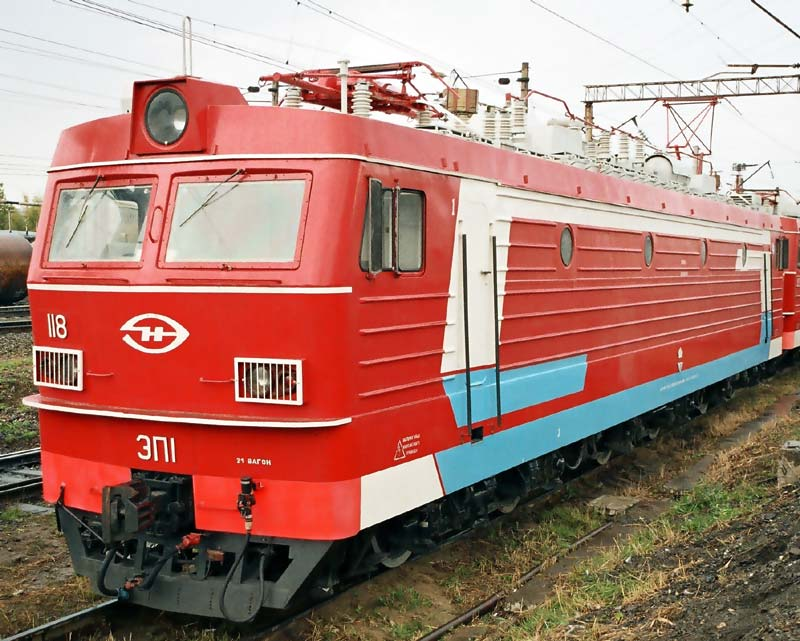
Электровоз ЭП1

Стандартный модельный электродвигатель 540 класса

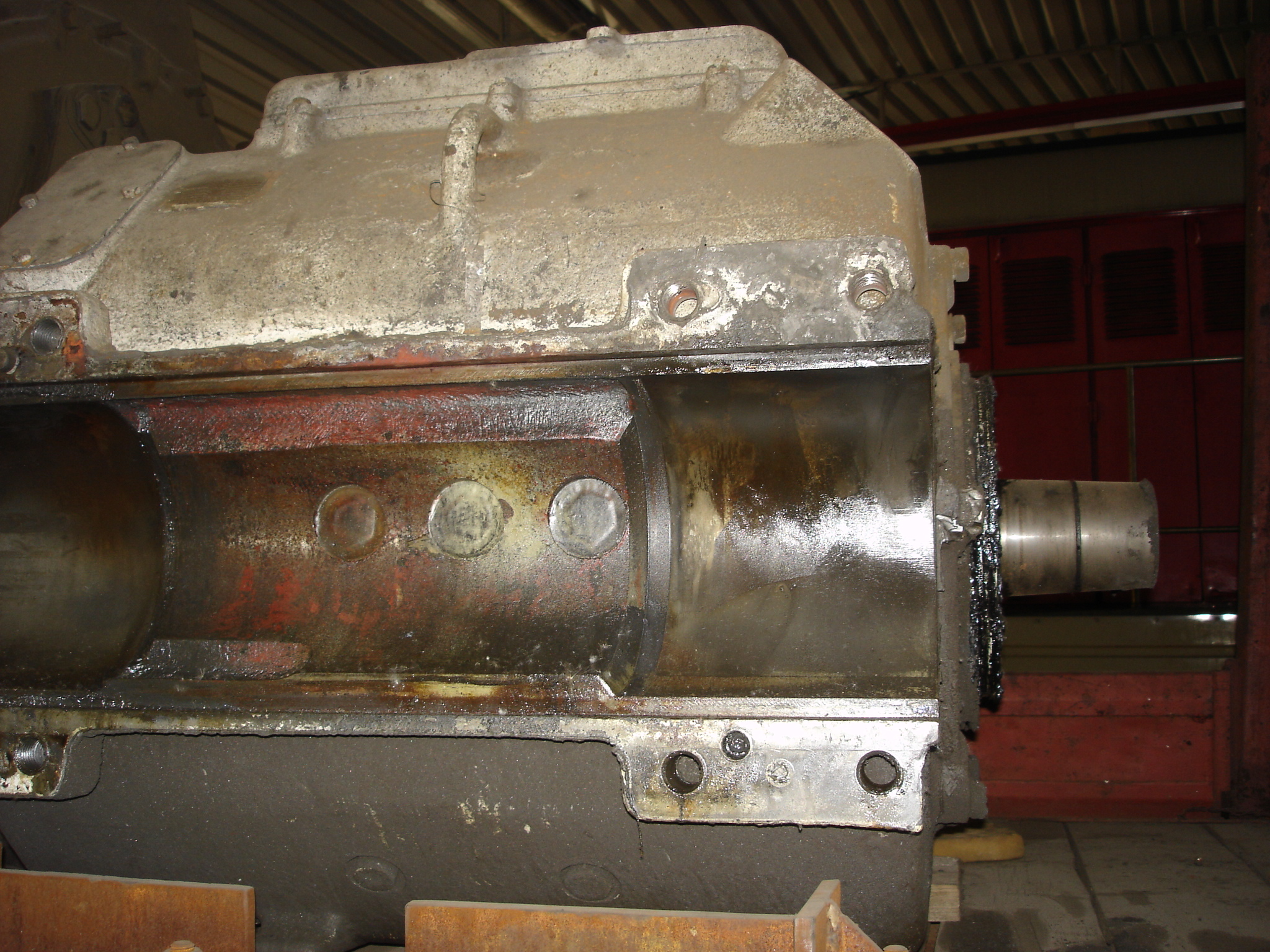
ТЭД локомотива со снятыми шапками моторно-осевых подшипников

- Локомотивы (электровозы, тепловозы с электропередачей);
- Электропоезда и высокоскоростной наземный транспорт (ВСНТ);
- Бронетехника и другие машины на гусеничном ходу;
- Электромобили и большегрузные автомобили с электроприводом (в том числе подъёмно-транспортные машины и самоходные краны);
- Теплоходы с электроприводом (дизель-электроходы), атомоходы, подводные лодки;
- Городской электротранспорт: трамваи, троллейбусы;
- Беспилотные самолёты и вертолёты;
- Моделизм.

В случае использования электрической передачи на теплоходах, тепловозах, тяжёлых грузовиках и гусеничных машинах дизель вращает электрический генератор питающий ТЭД, приводящий в движение гребные винты или колёса напрямую, либо посредством механической передачи.
На тяжёлых грузовиках ТЭД может встраиваться в само колесо. Такая конструкция получила название мотор-колесо. Попытки применения мотор-колёс предпринимались также на автобусах, трамваях и даже легковых автомобилях.

## Заводы

### Заводы-изготовители
- Россия
  - Сарапульский электрогенераторный завод — производство тяговых электродвигателей и электродвигателей гидронасоса для электропогрузчиков и электротележек российского и болгарского производства сайт завода
  - Завод «Электросила» в Санкт-Петербурге — ТЭД для локомотивов
  - Псковский электромашиностроительный завод — ТЭД для городского электротранспорта
  - Новочеркасский электровозостроительный завод — ТЭД для локомотивов
  - Электротехнический концерн РУСЭЛПРОМ — ТЭД для большегрузных самосвалов «БелАЗ», электропоездов, городского транспорта
  - Завод «Сибэлектропривод» в Новосибирске — ТЭД для большегрузных самосвалов, электропоездов, тракторов, морских судов
  - Завод «Татэлектромаш» в г. Набережные Челны — ТЭД для большегрузных самосвалов «БелАЗ», электропоездов, городского транспорта
  - ОАО «Карпинский электромашиностроительный завод» в г. Карпинск — тяговые электродвигатели постоянного тока карьерных и шагающих экскаваторов, тяговый электродвигатель постоянного тока ДПТ 810 магистрального электровоза 2ЭС6, имеются разработки по ТЭД постоянного тока тепловозов
- Украина
  - «Электротяжмаш» в Харькове — ТЭД для локомотивов и для городского электротранспорта
  - «Смелянский электромеханический завод» (город Смела Черкасской обл) — ТЭД для локомотивов
- Латвия
  - Рижский электромашиностроительный завод — ТЭД для электропоездов
- Индия
  - Diesel-Loco Modernisation Works — ТЭД для локомотивов
- США
  - General Electric
- Польша
  - EMIT S.A — ТЭД для электропоездов и городского электротранспорта

### Ремонтные заводы
- Алматинский электровагоноремонтный завод
- Челябинский электровозоремонтный завод
- Новосибирский электровозоремонтный завод
- Красноярский электровагоноремонтный завод (КрЭВРЗ)

## Технические характеристики некоторых ТЭД
Данные представлены для общего ознакомления и сравнения ТЭД. Подробные характеристики, размеры и особенности конструкции и эксплуатации можно найти в рекомендуемой литературе и других источниках.
| ТЭД                                                                                            | ТЭД                          | ТЭД                          | ТЭД                          | ТЭД                          | ТЭД                          | ТЭД                          | ТЭД                                   | ТЭД                          | ТЭД                                                                |
| Тип двигателя                                                                                  | Мощность, кВт                | Uном(Uмакс), В               | ωном(ωмакс), об/мин          | КПД, %                       | Масса, кг                    | Длина двигателя, мм          | Диаметр (ширина/высота) двигателя, мм | Способ подвешивания          | Подвижной состав                                                   |
| Тяговые двигатели тепловозов                                                                   | Тяговые двигатели тепловозов | Тяговые двигатели тепловозов | Тяговые двигатели тепловозов | Тяговые двигатели тепловозов | Тяговые двигатели тепловозов | Тяговые двигатели тепловозов | Тяговые двигатели тепловозов          | Тяговые двигатели тепловозов | Тяговые двигатели тепловозов                                       |
| ---------------------------------------------------------------------------------------------- | ---------------------------- | ---------------------------- | ---------------------------- | ---------------------------- | ---------------------------- | ---------------------------- | ------------------------------------- | ---------------------------- | ------------------------------------------------------------------ |
| ЭД-118А                                                                                        | 307                          | -                            | -                            | -                            | 2850                         | -                            | -                                     | Опорно-осевое                | ТЭ10, 2ТЭ10                                                        |
| ЭД-120А                                                                                        | 411                          | 512 (750)                    | 657 (2320)                   | 91,1                         | 3000                         | -                            | -                                     | Опорно-рамное                | -                                                                  |
| ЭД-121                                                                                         | 411                          | 515 (750)                    | 645 (2320)                   | 91,1                         | 2950                         | 1268                         | 825/825                               | Опорно-рамное                | ТЭМ12, ТЭП80                                                       |
| ЭД-120                                                                                         | 230                          | 381 (700)                    | 3050                         | 87,5                         | 1700                         | -                            | -                                     | Опорно-рамное                | -                                                                  |
| ЭД-108                                                                                         | 305                          | 476 (635)                    | 610 (1870)                   | -                            | 3550                         | -                            | -                                     | Опорно-рамное                | ТЭП60, 2ТЭП60                                                      |
| ЭД-108А                                                                                        | 305                          | 475 (635)                    | 610 (1870)                   | 91,7                         | 3350                         | 1268                         | -/1525                                | Опорно-рамное                | -                                                                  |
| ЭД-125                                                                                         | 410                          | 536 (750)                    | 650 (2350)                   | 91,1                         | 3250                         | -                            | -                                     | Опорно-осевое                | -                                                                  |
| ЭД-118Б                                                                                        | 305                          | 463 (700)                    | 585 (2500)                   | 91,6                         | 3100                         | 1268                         | 827/825                               | Опорно-осевое                | ТЭ116, М62                                                         |
| ЭДТ-200Б                                                                                       | 206                          | 275 (410)                    | 550 (2200)                   | -                            | 3300                         | -                            | -                                     | Опорно-осевое                | ТЭ3, ТЭ7                                                           |
| ЭД-107Т                                                                                        | 86                           | 195 (260)                    | 236 (2240)                   | -                            | 3100                         | -                            | -                                     | Опорно-осевое                | ТЭМ4                                                               |
| ЭД-121A                                                                                        | 412                          | 780                          | (2320)                       | -                            | 2950                         | -                            | -                                     | -                            | -                                                                  |
| ЭД-135Т                                                                                        | 137                          | 530                          | (2700)                       | -                            | 1700                         | -                            | -                                     | -                            | Тепловозы узкой колеи                                              |
| ЭД-150                                                                                         | 437                          | 780                          | (2320)                       | -                            | 2700                         | -                            | -                                     | -                            | ТЭП150                                                             |
| Тяговые двигатели электровозов (магистральные и карьерные) по ГОСТ 2582—81                     |                              |                              |                              |                              |                              |                              |                                       |                              |                                                                    |
| ТЛ2К1                                                                                          | 670                          | 1500                         | 790                          | 93,4                         | 5000                         | -                            | -                                     | Опорно-осевое                | ВЛ10У, ВЛ11 постоянного тока                                       |
| НБ-418К6                                                                                       | 790                          | 950                          | 890 (2040)                   | 94,5                         | 4350                         | -                            | 1045                                  | Опорно-осевое                | ВЛ80Р, ВЛ80Т, ВЛ80К, ВЛ80С переменного тока                        |
| НБ-514                                                                                         | 835                          | 980                          | 905 (2040)                   | 94,1                         | 4282                         | -                            | 1045                                  | Опорно-осевое                | ВЛ85 переменного тока                                              |
| ДТ9Н                                                                                           | 465                          | 1500                         | 670                          | 92,6                         | 4600                         | -                            | -                                     | Опорно-осевое                | Агрегаты тяговые ПЭ2М, ОПЭ1Б постоянного и переменного тока        |
| НБ-511                                                                                         | 460                          | 1500                         | 670                          | 93                           | 4600                         | -                            | -                                     | Опорно-осевое                | Агрегаты тяговые ПЭ2М, ОПЭ1Б постоянного и переменного тока        |
| НБ-507                                                                                         | 930                          | 1000                         | 670 (1570)                   | 94,7                         | 4700                         | -                            | -                                     | Опорно-рамное                | ВЛ81 и ВЛ85 переменного тока                                       |
| НБ-412П                                                                                        | 575                          | 1100                         | 570                          | -                            | 4950                         | -                            | 1105                                  | Опорно-осевое                | Агрегат тяговый ОПЭ1                                               |
| НБ-520                                                                                         | 800                          | 1000                         | 1030(1050)                   | -                            | -                            | -                            | -                                     | Опорно-рамное                | ЭП1 переменного тока                                               |
| НТВ-1000                                                                                       | 1000                         | 1130                         | 1850                         | 94,8                         | 2300                         | 1130                         | 710/780                               | Опорно-рамное                | ЭП200                                                              |
| НБ-420А                                                                                        | 700                          | -                            | 890/925                      | -                            | 4500                         | -                            | -                                     | Опорно-рамное                | ВЛ82                                                               |
| НБ-407Б                                                                                        | 755                          | 1500                         | 745/750                      | -                            | 4500                         | -                            | -                                     | Опорно-осевое                | ВЛ82М                                                              |
| Тяговые двигатели городского транспорта                                                        |                              |                              |                              |                              |                              |                              |                                       |                              |                                                                    |
| ДК117М/А                                                                                       | 112/110                      | 375/750                      | 1480 (3600)                  | -                            | 760/740                      | 912                          | 607/603                               | -                            | Метро-вагон «И»/81-714, 81-717                                     |
| УРТ-110А                                                                                       | 200                          | -                            | 1315 (2080)                  | -                            | 2150                         | -                            | -                                     | -                            | Метро-вагон «Яуза» (также используется на электропоездах ЭР2)      |
| ДК210А3/Б3                                                                                     | 110                          | 550                          | 1500 (3900)                  | -                            | 680                          | 997                          | 528                                   | -                            | Троллейбусы ЗиУ-682В/ЗиУ-У682В                                     |
| ДК211А/Б                                                                                       | 150                          | 550                          | 1750/1860 (3900)             | -                            | 900                          | 1000                         | 590                                   | -                            | Троллейбусы ЗиУ-684/ЗиУ-682В1                                      |
| ДК211АМ/А1М                                                                                    | 170/185                      | 550/600                      | 1520/1650 (3900)             | 91,1                         | 900                          | 1000                         | 590                                   | -                            | Троллейбусы ЗиУ-684                                                |
| ДК211БМ/Б1М                                                                                    | 170/185                      | 550/600                      | 1700/1740 (3900)             | 91                           | 880                          | 1000                         | 590                                   | -                            | Троллейбусы ЗиУ-682В1, ЗиУ-683В, ЗиУ-6205 и ЗиУ-52642              |
| ДК213                                                                                          | 115                          | 550                          | 1460 (3900)                  | 91                           | 680                          | 1000                         | 535                                   | -                            | Троллейбусы ЗиУ-682Г-012, ЗиУ-682Г-016, АКСМ-101                   |
| ДК259Г3                                                                                        | 45                           | 275/550                      | 1200 (4060)                  | -                            | 450                          | -                            | -                                     | -                            | Трамвай 71-605 или ЛМ-68М                                          |
| ДК261А/Б                                                                                       | 60                           | 275/550                      | 1650/1500 (4060)             | -                            | 465                          | -                            | 485 (570)                             | -                            | Трамвай 71-267/ЛВС-80                                              |
| ЭД-137А                                                                                        | 65                           | 275                          | (4100)                       | -                            | 350                          | -                            | -                                     | -                            | Трамваи с ТИСУ                                                     |
| ЭД-138А                                                                                        | 132                          | 550                          | (3900)                       | -                            | 750                          | -                            | -                                     | -                            | Троллейбусы с РК                                                   |
| ЭД-139                                                                                         | 140                          | 550                          | (3900)                       | -                            | 750                          | -                            | -                                     | -                            | Троллейбусы с ТИСУ                                                 |
| Тяговые двигатели самоходных кранов и электропоездов                                           |                              |                              |                              |                              |                              |                              |                                       |                              |                                                                    |
| ДК309А                                                                                         | 43                           | 190                          | 1060 (3100)                  | -                            | 450                          | -                            | -                                     | -                            | Дизель-электрический самоходный кран КС-5363 (привод передвижения) |
| ДК309Б                                                                                         | 50                           | 220                          | 1500 (3100)                  | -                            | 450                          | 837                          | 485                                   | -                            | Дизель-электрический самоходный кран КС-5363 (привод лебёдок)      |
| РТ-51М                                                                                         | 180                          | 825                          | 1200 (2080)                  | -                            | 2000                         | -                            | -                                     | -                            | Электропоезд ЭР9М                                                  |
| 1ДТ.8.1                                                                                        | 210                          | 825                          | 1410 (2150)                  | -                            | 2050                         | -                            | -                                     | -                            | Электропоезд ЭР31                                                  |
| 1ДТ.001                                                                                        | 215                          | 750                          | 1840 (2630)                  | -                            | 1450                         | -                            | -                                     | -                            | Электропоезд ЭР200                                                 |
| 1ДТ.003.4                                                                                      | 225                          | 750                          | 1290 (2240)                  | -                            | 2300                         | -                            | -                                     | -                            | Электропоезд ЭР2Р                                                  |
| Тяговые двигатели аккумуляторных подъёмно-транспортных машин и электромобилей по ГОСТ 12049—75 |                              |                              |                              |                              |                              |                              |                                       |                              |                                                                    |
| 3ДТ.31                                                                                         | 1,4                          | 24                           | 2350 (4000)                  | -                            | 27                           | 262                          | 176                                   | -                            | ЭП-0806, ЭТ-1240                                                   |
| 3ДТ.52                                                                                         | 2,3                          | 24                           | 2650 (4500)                  | -                            | 45                           | -                            | -                                     | -                            | ЭШ-186, ЭШ-188М                                                    |
| ДК-908А                                                                                        | 2,5                          | 30                           | 1600 (2500)                  | -                            | 100                          | 442                          | 313                                   | -                            | ЭП-02/04                                                           |
| РТ-13Б                                                                                         | 3                            | 40                           | 1550 (2500)                  | -                            | 120                          | 447                          | 313/381                               | -                            | ЭП-103, ЭП-103К                                                    |
| 4ДТ.002                                                                                        | 10                           | 80                           | 3200 (5000)                  | -                            | 75                           | -                            | -                                     | -                            | Электромобиль РАФ-2910                                             |
| 3ДТ.84                                                                                         | 21                           | 110                          | 3600 (5500)                  | -                            | 125                          | -                            | -                                     | -                            | Электромобили РАФ-2210, ЕрАЗ-3734                                  |
| ЭД-142                                                                                         | 12                           | 84                           | (4060)                       | -                            | 55                           | -                            | -                                     | -                            | Электромобиль на базе ЗАЗ-1102 «Таврия»                            |
| ДК-907                                                                                         | 1,35                         | 30                           | 1730 (2500)                  | -                            | 46                           | 378                          | 226                                   | -                            | ЭП-02/04 (привод гидронасоса)                                      |
| 3ДН.71                                                                                         | 6                            | 40                           | 1350 (2500)                  | -                            | 110                          | 400                          | 296                                   | -                            | ЭП-501 (привод гидронасоса)                                        |
| Тип двигателя                                                                                  | Мощность, кВт                | Uном(Uмакс), В               | ωном(ωмакс), об/мин          | КПД, %                       | Масса, кг                    | Длина двигателя, мм          | Диаметр (ширина/высота) двигателя, мм | Способ подвешивания          | Подвижной состав                                                   |

Примечание: мощность на валу и частота вращения могут незначительно изменяться в зависимости от внешних условий.